# Coslett Herbert Waddell
Coslett Herbert Waddell  (Drumcro,  Condado de Antrim (Irlanda do Norte), 6 de março de 1858 – Greyabbey, 8 de junho de 1919) foi um padre católico e um botânico irlandês.

## Vida
Ele era parente, através de sua mãe Maria Langtry, de Lillie Langtry, a "Jersey Lily". Foi para o Lurgan and Trinity College, Dublin, onde eventualmente se formou também: ele obteve seu Bacharelado em 1880 e seu Mestrado em 1888.
Ele seguiu sua vocação religiosa e foi ordenado diácono em 1881 e sacerdote em 1882. Tornou-se vigário em Saintfield em 1890 e reitor de Greyabbey em 1912. Enquanto era padre em várias paróquias consecutivas, ele continuou seus estudos e tornou-se Bacharel em Divindade em 1892.
Mostrou um interesse precoce pela botânica, na qual foi auxiliado por SA Stewart. De 1893 em diante, ele foi um colaborador do Journal of Botany e um colaborador frequente do Naturalist irlandês.
Ele foi o autor de muitos artigos botânicos. Ele é conhecido por trabalhar em gêneros difíceis de plantas com flores, como amoreira-preta, rosas, hawkweeds e knotweeds, onde a reprodução assexuada domina levando a muitas microespécies. Ele foi o primeiro a registrar o raro Seaside Centaury (Centaurium littorale) na Irlanda em 1913. A abreviação padrão do autor Waddell é usada para indicar essa pessoa como o autor ao citar um nome botânico.
Estava especialmente interessado e especializado em briófitas, especialmente hepáticas, e propôs o estabelecimento do Moss Exchange Club em 1896. Este clube de membros para troca de espécimes e informações posteriormente se desenvolveu na British Bryological Society.
Uma grande coleção de seus espécimes está no Ulster Museum Herbarium em Belfast, tendo sido doados em 1919 à Queen's University de Belfast após sua morte por sua viúva. Ele teve um grande interesse no Clube de Naturalistas de Belfast e serviu no Comitê.
Ele morreu em Greyabbey, onde era titular, e foi enterrado em Maralin.

## Publicações
- Waddell, C.H. 1905. Glyceria festucaeformis at Portaferry. Irish Naturalists 14: 19.
- Waddell, C.H. 1912. Some County Down plants. Irish Naturalists 21: 133-134.
- Waddell, C.H. 1917. Rare plants of the Co. Down coast. Irish Naturalists 26: 12-13.